# Christopher Hall (humoriste)
Pour les articles homonymes, voir Christopher Hall et Hall.
 (mars 2021).
 (mars 2021).
Si vous disposez d'ouvrages ou d'articles de référence ou si vous connaissez des sites web de qualité traitant du thème abordé ici, merci de compléter l'article en donnant les références utiles à sa vérifiabilité et en les liant à la section « Notes et références ».
Christopher Hall est un humoriste anglophone canadien qui œuvre principalement en français au Québec. Il a fait un monologue toutes les semaines à l' émission Ouvert le Samedi à la radio de Radio Canada, émission qui a pris fin en 2011. On pouvait également le voir faire des vox-pops dans les premières saisons de l'émission Et Dieu créa… Laflaque. On pouvait aussi le voir en tant que chroniqueur et commentateur, critique autant de l'actualité, de la politique, de la culture et du milieu artistique dans Génération 2000, présenté sur les ondes de Musimax. Cette émission, dont il était l'un des concepteurs, passait en revue les événements marquants de chaque année de la décennie 2000, dans l'ordre chronologique.
Auparavant, il fut chroniqueur à la radio pour l'émission Indicatif présent animée par Marie-France Bazzo sur la Première Chaîne de Radio-Canada et, à la télévision, pour l'émission Éros et compagnie sur les ondes de Canal Vie.
Son humour est très engagé politiquement: il n'aime vraiment pas les Républicains américains, ni les Conservateurs canadiens, ni les militaires, et il ne s'en cache pas.
À la suite de l'élection de députés conservateurs dans la région de Québec, il a demandé: « Est-ce qu'on est moron parce qu'on vit à Québec ou est-ce qu'on vit à Québec parce qu'on est moron? ».
Il est aussi clarinettiste dans certains orchestres dont l'Orchestre symphonique de Sherbrooke.